# Tony Patricia Garratt
Tony Patricia Garratt, född 10 februari 1930 , är en svensk keramiker.

## Biografi
Garratt är utbildad vid Konstfack 1947-49 och 1950-51 och också vid Scuola delle ceramiche Faenza i Italien. Efter avslutad utbildning praktiserade hon hos Gutte Eriksen i Danmark och Nancy Homer i Cornwall, England. Garratt har varit verksam på flera platser: Marstrand 1952-55, Helsingborg 1956-64, Arlöv 1965-69 och i Löttorp på Öland från 1983. 
Garratts tillverkning är framförallt drejad brukskeramik i sten- och lergods.  
Garratt tillhör gruppen Åkerbokonstnärerna.